# David Larson
	David Erwin Larson (Jesup (Georgia), 25 juni 1959) is een Amerikaans zwemmer.

## Biografie
Tijdens de Wereldkampioenschappen zwemmen 1978 kwam Larson op de 4x100m en 4x200m vrije slag enkel uit in de series en ontving geen gouden medaille.
Larson was onderdeel van de Amerikaanse selectie voor de Olympische Zomerspelen 1980, omdat president Jimmy Carter deelname verbood nam hij niet deel aan de spelen in de hoofdstad van de Sovjet-Unie.
Larson won tijdens de Olympische Zomerspelen 1984 in eigen land goud op de 4x200m vrije slag in een wereldrecord

## Internationale toernooien
| Jaar | Olympische Spelen  | Wereldkampioenschappen                                                                            | Pan-Am                                                   |
| ---- | ------------------ | ------------------------------------------------------------------------------------------------- | -------------------------------------------------------- |
| 1978 |                    | 1e 4x100m vrije slag Larson zwom enkel de series 1e 4x200m vrije slag Larson zwom enkel de series |                                                          |
| 1979 |                    |                                                                                                   | 200m vrije slag · 5e 400m vrije slag · 4x200m vrije slag |
| 1980 | Amerikaanse boycot |                                                                                                   |                                                          |
| 1981 |                    |                                                                                                   |                                                          |
| 1982 |                    |                                                                                                   |                                                          |
| 1983 |                    |                                                                                                   | 4x200m vrije slag                                        |
| 1984 | 4x200m vrije slag  |                                                                                                   |                                                          |

1908: Derbyshire, Radmilovic, Foster, Taylor ·
1912: Healy, Champion, Boardman, Hardwick ·
1920: McGillivray, Kealoha, Ross, Kahanamoku ·
1924: O'Connor, Glancy, Breyer, Weissmuller ·
1928: Clapp, Laufer, Kojac, Weissmuller ·
1932: Miyazaki, Yusa, Yokoyama, Toyoda ·
1936: Yusa, Sugiura, Taguchi, Arai ·
1948: Ris, McLane, Wolf, Smith ·
1952: Moore, Woolsey, Konno, McLane ·
1956: O'Halloran, Devitt, Rose, Henricks ·
1960: Harrison, Blick, Troy, Farrell ·
1964: Clark, Saari, Ilman, Schollander ·
1968: Nelson, Rerych, Spitz, Schollander ·
1972: Kinsella, Tyler, Genter, Spitz ·
1976: Bruner, Furniss, Naber, Montgomery ·
1980: Kopljakov, Salnikov, Stoekolkin, Krylov ·
1984: Heath, Larson, Float, Hayes ·
1988: Dalbey, Cetlinski, Gjertsen, Biondi ·
1992: Lepikov, Pysjnenko, Tajanovitsj, Sadovy ·
1996: Davis, Hudepohl, Schumacher, Berube ·
2000: Thorpe, Klim, Pearson, Kirby ·
2004: Phelps, Lochte, Vanderkaay, Keller ·
2008: Phelps, Lochte, Berens, Vanderkaay ·
2012: Lochte, Dwyer, Berens, Phelps ·
2016: Dwyer, Haas, Lochte, Phelps ·
2020: Dean, Guy, Richards, Scott ·
2024: Guy, Dean, Richards, Scott